# Lasnaja (obwód grodzieński)
Lasnaja (biał. Лясная; ros. Лесная) – wieś na Białorusi, w obwodzie grodzieńskim, w rejonie brzostowickim, w sielsowiecie Pograniczny.
Powstała po 1930.